# 909
| Calendário gregoriano                                                        | 909 CMIX                                             |
| Ab urbe condita                                                              | 1662                                                 |
| Calendário arménio                                                           | 358 – 359                                            |
| Calendário bahá'í                                                            | -935 – -934                                          |
| Calendário budista                                                           | 1453                                                 |
| Calendário chinês                                                            | 3605 – 3606 Início a 25 de janeiro (aproximadamente) |
| Calendário copta                                                             | 625 – 626                                            |
| Calendário etíope                                                            | 901 – 902                                            |
| Calendários hindus - Vikram Samvat - Calendário nacional indiano - Cáli Iuga | 964 – 965 830 – 831 4009 – 4010                      |
| Calendário Holoceno                                                          | 10909                                                |
| Calendário islâmico                                                          | 296 – 297                                            |
| Calendário judaico                                                           | 4669 – 4670                                          |
| Calendário persa                                                             | 287 – 288                                            |
| Calendário rúnico                                                            | 1159                                                 |
| Calendário solar tailandês                                                   | 1452                                                 |

909 (CMIX na numeração romana) foi um ano comum do século X do Calendário Juliano, da Era de Cristo, teve início a um domingo e terminou também a um domingo, e a sua letra dominical foi A (52 semanas).
No  território que viria a ser o reino de Portugal estava em vigor a Era de César que já contava 947 anos.
| Ano completo                    |
| ------------------------------- |
| Ano comum com início ao domingo |

## Eventos
- O rei Afonso III das Astúrias é destituído e ao mesmo tempo proclamado Imperador da Ibéria.
- Data indicada como sendo a da fundação da Abadía de Cluny.
- Inicio do Califado Fatímida no Egipto.
- Munio Nuñez de Roa (880 - c. 909) é nomeado conde de Amaya e morre no mesmo ano.
- A Dinastia Aghlabí do Norte de África é destronada pelo Califado Fatímida.

## Mortes
- Munio Nuñez de Roa,  conde de Castela e Senhor de Roa (n. 880).